# InfoWorld
InfoWorld (anciennement The Intelligent Machines Journal) est un magazine sur l'informatique tiré de 1978 à 2007,.
Il s'agit maintenant d'une publication en ligne.